# Fond zábrany škod
Fond zábrany škod je soubor peněz získávaný od pojišťoven, které jsou součástí České kanceláře pojistitelů sloužící složkám integrovaného záchranného systému k hrazení činností pomáhajícím motoristům a činnostem vedoucím k zábraně možných škod. Fond zábrany škod byl zřízen zákonem č. 160/2013 Sb., kterým se mění zákon o pojištění odpovědnost z provozu vozidla. Ten definuje, že každý člen přispívá nejméně 3 % ročně z příjmu na pojištění do tohoto fondu. Také je zde definováno, kolik procent se vyplácí jednotlivým subjektům. Mezi ty patří hasičský záchranný sbor (60 %), jednotky sborů dobrovolných hasičů (20 %), ostatní složky integrovaného záchranného systému a další subjekty zajištující preventivní projekty.
ČKP spravuje fond zábrany škod od 1. ledna 2014. V roce 2021 poskytl Fond zábrany škod ČKP prostředky v celkové výši 154 830 998 Kč.